# アンドレ・ルイス・デ・ソウザ・シルバ
ビジュ（BIJU）ことアンドレ・ルイス・デ・ソウザ・シルバ（Andre Luiz de Souza Silva、1974年9月17日 - ）は、ブラジル出身の元サッカー選手、サッカー指導者。現役時代のポジションはミッドフィールダーで主にボランチとしてプレーした他、現役時代の後半にはセンターバックとしてもプレーした。

## 経歴
1999年のシーズン途中にウニオン・サンジョアンECからのレンタル移籍でJ2・コンサドーレ札幌に入団、2000年には札幌のJ1昇格に貢献した。2002年まで4シーズン近くレンタルでプレーした。
2002年限りで札幌を退団して以降は、京都、鳥栖とJ2のクラブを渡り歩き、2006年にJ1・ヴァンフォーレ甲府に入団。甲府では、主にセンターバックとして出場した。
2006年12月を以って甲府を退団、その後一時無所属となっていたが、2007年6月下旬に水戸ホーリーホックへ入団、中心選手としてプレーした。2009年のシーズンは、Jリーグ入りを目指す、北信越フットボールリーグ1部のツエーゲン金沢でプレー。同チームのJFL昇格に貢献したが、1シーズン限りで退団、現役引退した。
2010年より、コンサドーレ札幌OBの野々村芳和が代表を務める（株）クラッキの札幌スタッフとして、サッポロ・イーワン・スタジアムの運営業務、及びスクールコーチとして子供たちの指導にあたることが決定した。しかし2011年、東日本大震災における福島第一原子力発電所事故を受けて家族から帰国を説得され、泣く泣く日本を離れることとなった。その後、再び札幌に戻り、現在ではまた業務に戻っている。

## エピソード
- 夫人は日本人で札幌在籍時に出会った。[要出典]
- 趣味は釣り。サガン鳥栖在籍時に、チームメイトの外国人選手2人を連れて福岡市海づり公園に出かけたところを取材された写真が、数年にわたり同公園のホームページに掲載されていた。
- 札幌時代ダブルボランチを組んだ野々村芳和と今でも親交があり、野々村は自らが司会を務めるテレビ番組「Jリーグアフターゲームショー」（スカチャン）で「我が親友」とビジュを紹介する。
- コンサドーレ札幌在籍時、ファンが作った横断幕に「サッポロビージュ」（この当時のコンサドーレのユニフォームの胸スポンサーであったサッポロビールのパロディ）なるものがあった。さらに石屋製菓の白い恋人のCMにおいてチームメイトらと出演した際（この前後は札幌の選手たちが俳優として出演するプチドラマ形式のシリーズが放映されていた）に選手たちが自分の名前にちなんだメニューを注文する流れで「生ビージュ」と注文するシーンが作られた。

## 所属クラブ
- 1996年  ゴイタカスFC
- 1996年  アメリカーノFC
- 1998年 - 2001年  ウニオン・サンジョアンEC
  - 1999年 - 2001年  コンサドーレ札幌（期限付き移籍)
- 2002年  コンサドーレ札幌
- 2003年 - 2004年  京都パープルサンガ
- 2005年  サガン鳥栖
- 2006年  ヴァンフォーレ甲府
- 2007年6月 - 2008年  水戸ホーリーホック
- 2009年  ツエーゲン金沢

## 個人成績
| 国内大会個人成績 | 国内大会個人成績 | 国内大会個人成績 | 国内大会個人成績 | 国内大会個人成績             | 国内大会個人成績 | 国内大会個人成績 | 国内大会個人成績 | 国内大会個人成績 | 国内大会個人成績 | 国内大会個人成績 | 国内大会個人成績 |
| 年度             | クラブ           | 背番号           | リーグ           | リーグ戦                     | リーグ戦         | リーグ杯         | リーグ杯         | オープン杯       | オープン杯       | 期間通算         | 期間通算         |
| 年度             | クラブ           | 背番号           | リーグ           | 出場                         | 得点             | 出場             | 得点             | 出場             | 得点             | 出場             | 得点             |
| ブラジル         | ブラジル         | ブラジル         | ブラジル         | リーグ戦                     | リーグ戦         | ブラジル杯       | ブラジル杯       | オープン杯       | オープン杯       | 期間通算         | 期間通算         |
| ---------------- | ---------------- | ---------------- | ---------------- | ---------------------------- | ---------------- | ---------------- | ---------------- | ---------------- | ---------------- | ---------------- | ---------------- |
| 1996             | ゴイタカス       |                  |                  |                              |                  |                  |                  |                  |                  |                  |                  |
| 1997             | アメリカーノ     |                  |                  |                              |                  |                  |                  |                  |                  |                  |                  |
| 1998             | サンジョアン     |                  |                  |                              |                  |                  |                  |                  |                  |                  |                  |
| 日本             | 日本             | 日本             | 日本             | リーグ戦                     | リーグ戦         | リーグ杯         | リーグ杯         | 天皇杯           | 天皇杯           | 期間通算         | 期間通算         |
| 1999             | 札幌             | 8                | J2               | 19                           | 2                | 0                | 0                | 3                | 1                | 22               | 3                |
| 2000             | 札幌             | 8                | J2               | 33                           | 6                | 1                | 0                | 4                | 1                | 38               | 7                |
| 2001             | 札幌             | 8                | J1               | 24                           | 1                | 2                | 0                | 1                | 0                | 27               | 1                |
| 2002             | 札幌             | 8                | J1               | 26                           | 1                | 0                | 0                | 1                | 0                | 27               | 1                |
| 2003             | 京都             | 33               | J1               | 13                           | 1                | 0                | 0                | 1                | 0                | 14               | 1                |
| 2004             | 京都             | 13               | J2               | 14                           | 1                | -                | -                | -                | -                | 14               | 1                |
| 2005             | 鳥栖             | 5                | J2               | 22                           | 2                | -                | -                | 1                | 0                | 23               | 2                |
| 2006             | 甲府             | 20               | J1               | 26                           | 1                | 4                | 0                | 1                | 1                | 31               | 2                |
| 2007             | 水戸             | 26               | J2               | 22                           | 0                | -                | -                | 2                | 0                | 24               | 0                |
| 2008             | 水戸             | 26               | J2               | 22                           | 0                | -                | -                | 1                | 0                | 23               | 0                |
| 2009             | 金沢             | 8                | 北信越1部        | 13                           | 1                | -                | -                | 2                | 0                | 15               | 1                |
| 通算             | ブラジル         | ブラジル         |                  | \|\|\|\|\|\|\|\|\|\|\|\|\|\| |                  |                  |                  |                  |                  |                  |                  |
| 通算             | 日本             | 日本             | J1               | 89                           | 4                | 6                | 0                | 4                | 1                | 99               | 5                |
| 通算             | 日本             | 日本             | J2               | 132                          | 11               | 1                | 0                | 11               | 2                | 144              | 13               |
| 通算             | 日本             | 日本             | 北信越1部        | 13                           | 1                | -                | -                | 2                | 0                | 15               | 1                |
| 総通算           | 総通算           | 総通算           | 総通算           | \|\|\|\|\|\|\|\|\|\|\|\|\|\| |                  |                  |                  |                  |                  |                  |                  |